# SMS Greif (1914)
Az SMS Greif a Császári Haditengerészet egyik segédcirkálója volt az első világháborúban. Az eredetileg teherhajónak megépített és a háború kitörésekor elkészült járművet a haditengerészet lefoglalta, hogy felfegyverezve az Atlanti-óceánra küldje az antant kereskedelmi vonalainak zavarására. Első és egyetlen bevetésén, 1916. február 29-én a Norvég-tengeren a Shetland-szigetektől északkeletre fennakadt a brit blokádon és brit hadihajókkal folytatott harcban elsüllyedt. Az összecsapásban az egyik brit segédcirkáló, az Alcantara is odaveszett.

## Technikai adatok
A hajót a Deutsch-Australische Dampfschiffs-Gesellschaft (DADG) megrendelésére a rostocki AG Neptun építette meg és 1914. július 29-én, pár nappal Németország hadba lépése előtt bocsátották vízre Guben névvel. Az Ausztrália és Németország közötti áruszállításra szánt teherhajó 4962 BRT hajótérrel rendelkezett. A hajtóműve két széntüzelésű gőzkazánból és egy háromhengeres, háromszoros expanziójú kompaundgépből állt. A 3000 le teljesítménnyel megforgatott hajócsavarjával 13 csomós legnagyobb sebességet érhetett el.

## Átalakítása segédcirkálóvá
A teherhajót 1915-ben az 1873-as Kriegsleistungsgesetz (kb.: Háborús teljesítési törvény) értelmében a Császári Haditengerészet katonai szolgálatra rendelte és segédcirkálóvá építették át. Fő fegyverzetként négy darab 15 cm-es ágyút kapott, melyek közül kettő egymás mellett a hajóorron, a másik kettő pedig a középvonal mentén egymás mögött a taton kapott helyet. Emellett rendelkezett két torpedóvető csővel is, melyek kétoldalt, a felépítmény előtti részen lettek elhelyezve. Elraktározva magával vitt még két 6 cm űrméretű, 60-as kaliberhosszúságú félautomata ágyút is, hogy azzal fel tudhasson fegyverezni egy zsákmányul ejtett hajót. Az átalakítása után a hatótávolsága nem kevesebb, mint 35 000 tmf (64 820 km) lett. A segédcirkálót 10 tiszt irányításával 297 legénységi állományú tengerész működtette. Parancsnokának a 42 éves Rudolf Tietze fregattkapitányt nevezték ki.
Az új segédcirkálót 1916. január 23-án állították szolgálatba Kielben Greif névvel. Február közepén ugyanitt megszemlélte Henrik herceg főtengernagy. Az egyik ünnepi beszédet tartó részvevő megemlítette, hogy a Greif kereskedelmi háborút fog folytatni az Atlanti-óceán déli részén és az Indiai-óceánon. A britek így előre értesültek a segédcirkáló várható útnak indításáról és felkészültek rá.
A Greif ezután a Vilmos-császár-csatornán áthajózott Hamburgba és 1916. február 27-én 600 darab 15 cm-es és 200 darab 10,5 cm-es lövedék valamint 12 torpedó fedélzetre vétele után Cuxhavenből kihajózott Norvégia irányába. Útközben a Tønsberg honi kikötőjű norvég Rena teherhajónak álcázta magát. A tervek szerint az U 70 tengeralattjárónak kellett 40 tmf távolságra előtte haladva felderítést végeznie.

## Elvesztése
1916. február 29. reggelén Bergentől északnyugatra a Greifot észlelte az Andes segédcirkáló, és egy másik segédcirkáló, az Alcantara a riasztására reagálva az észlelt gyanús hajó felé vette az útját. Mindkét brit segédcirkáló a Royal Mail Steam Packet Company 15 000 BRT hajóterű postahajója volt, melyeket 1915-ben rekvirált a Royal Navy és hat darab 15 cm-es ágyúval és két darab 47 mm-es ágyúval szerelte fel őket. A két segédcirkáló Dudley de Chair ellentengernagy 10. cirkálórajához (10th Cruiser Squadron) tartozott és az Északi-tenger brit blokádjának külső védelmi övéhez tartoztak.
Az Alcantara megállította a Greifot, melyről azonban úgy vélte, nem ez lehet az Andes által jelzett gyanús hajó. A figyelmeztető lövés leadása után a Greif megállt, mire 09:40-kor az Alcantara egy csónakot tett a vízre, hogy az ellenőrzését elvégezze. Erre a Greif felvonta a hadilobogót, mozgásba lendült és tüzet nyitott az Alcantarára. Már az első lövéssel találat érte a brit hajó hídját és ez minden összeköttetést megszakított a géptermekkel. Az Alcantara viszonozta a tüzet kis távolságból, mely végig 3000 m alatti maradt. A két páncélozatlan hajó a sok találattal járó heves tűzpárbajt nem bírhatta ki. A Greif 10,5 cm-es ágyújának felhalmozott készenléti lőszerét egy találat a levegőbe repítette és lángba borította a hátsó fedélzetet, majd az olajtartályai is lángra kaptak. A Greif három torpedót lőtt ki az Alcantarára, melyekből a harmadik a brit hajó bal oldalának közepét eltalálta. A torpedófej robbanásának erejét a szénraktárak azonban erősen csillapították, így a hajó csak lassan kezdett el süllyedni. A helyszínre beérkező Andes-zel együtt továbbra is lőtte még a súlyosan sérült és lángokban álló Greifot.
10:18-kor Tietze fregattkapitány a hajó elhagyására adott parancsot. Őt a hajó elhagyásakor a hajó oldalánál érte a halálos találat. 10:45-kor Wardle kapitánynak az Alcantarán is ki kellett adnia a parancsot a hajó elhagyására. 10:50 körül a Comus könnyűcirkáló és a Munster romboló elég közel ért ahhoz, hogy szemtanúi lehessenek az eseményeknek. Az Alcantara 11:06-kor felborult és elsüllyedt. Legénységéből 72 fő veszítette életét. A túlélőit a Munster vette fel. A Greif ekkor még lángolva sodródott felvont hadilobogókkal. 11:39 és 12:12 között a Comus tűz alatt tartotta, majd 117 hajótöröttet mentett ki a vízből, akik közül ketten később elhunytak. A Greifen tartózkodók közül 192 fő veszítette életét, köztük a tisztek fele (10 tisztből 5).
A túlélők között volt a később ismertté vált pszichiáter Hans-Gerhard Creutzfeldt, aki a Greif hajóorvosaként (Marinestabsarzt) vett részt a küldetésben.

## Fordítás
- Ez a szócikk részben vagy egészben  a   SMS Greif (Schiff, 1914) című német Wikipédia-szócikk ezen változatának fordításán alapul.  Az eredeti cikk szerkesztőit annak laptörténete sorolja fel. Ez a jelzés csupán a megfogalmazás eredetét és a szerzői jogokat jelzi, nem szolgál a cikkben szereplő információk forrásmegjelöléseként.
- Ez a szócikk részben vagy egészben  a   SMS Greif (1914) című angol Wikipédia-szócikk ezen változatának fordításán alapul.  Az eredeti cikk szerkesztőit annak laptörténete sorolja fel. Ez a jelzés csupán a megfogalmazás eredetét és a szerzői jogokat jelzi, nem szolgál a cikkben szereplő információk forrásmegjelöléseként.

## Linkek
- Greif (german-navy.de)
- A Greif elesetteinek listája (denkmalprojekt.org)